# Sfăraş
Sfăraş (Hongaars: Farnas) is een dorp in het Roemeense district Sălaj, in de gemeente Almașu. Het dorp is gelegen aan de noordrand van de Hongaarstalige etnische regio Kalotaszeg en had in 2011 118 inwoners. Van deze inwoners waren er 48 Hongaren, 58 Roemenen en een aantal personen de tijdens de volkstelling geen nationaliteit aangeven.

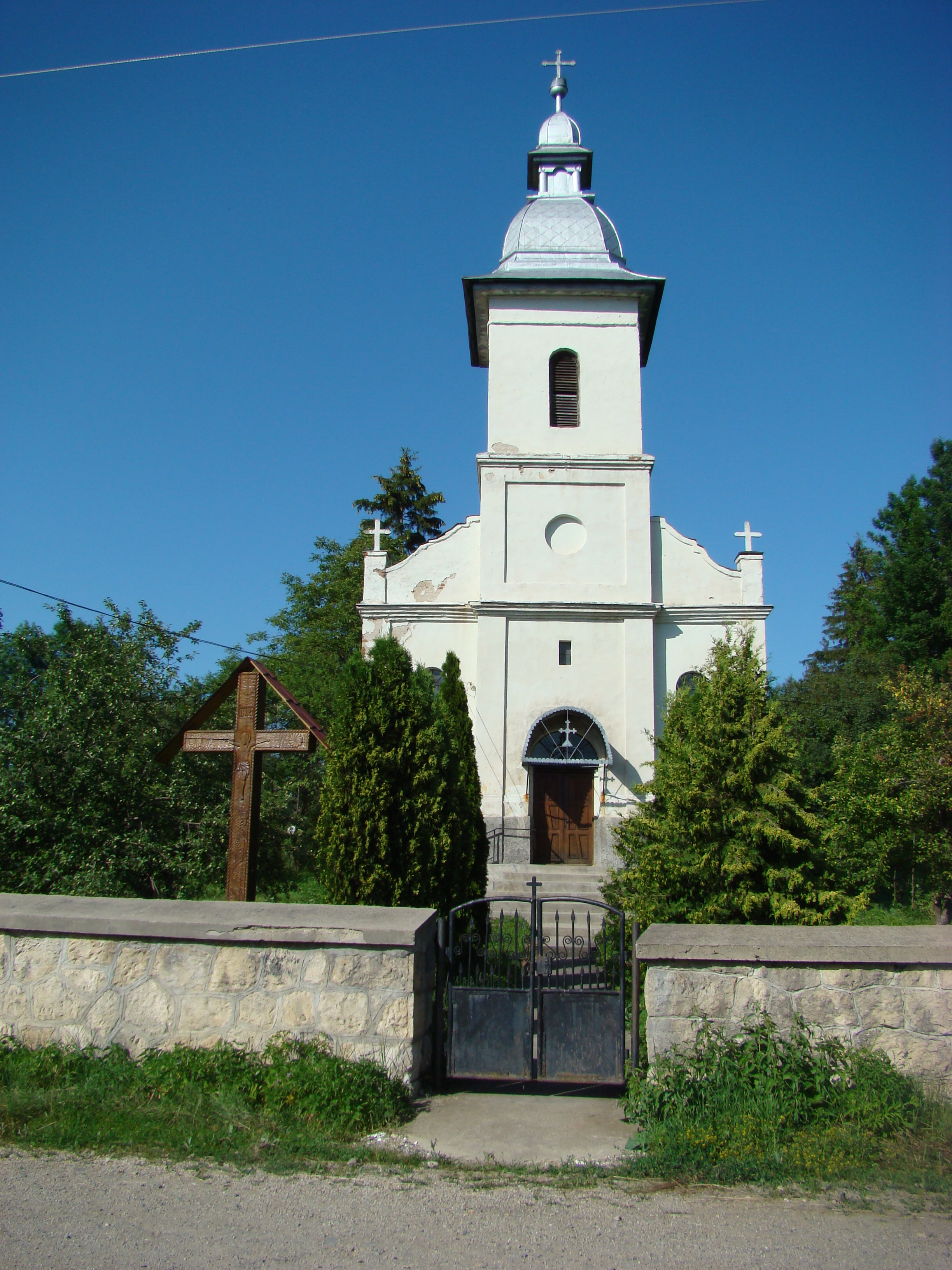
Orthodoxe kerk
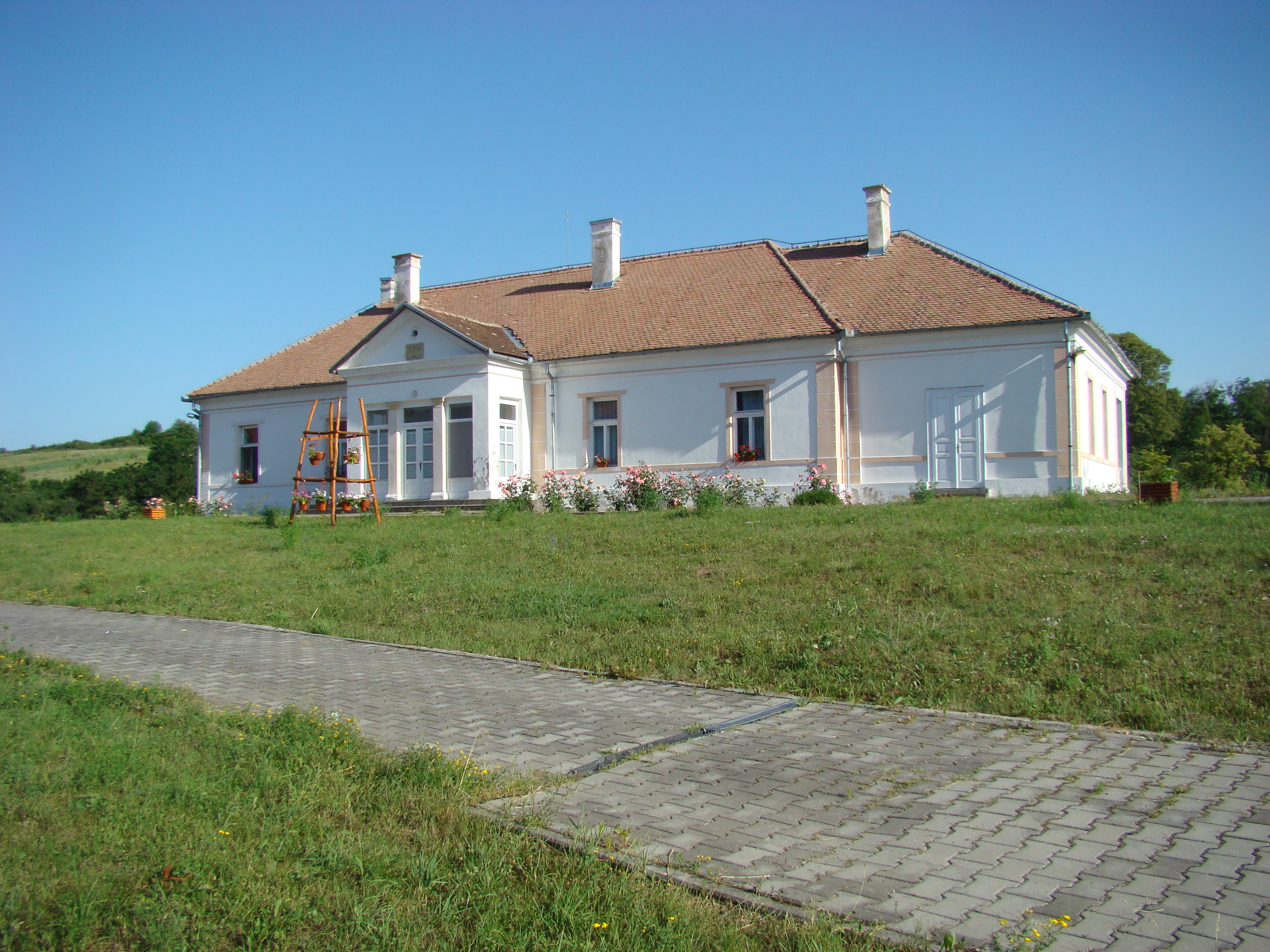
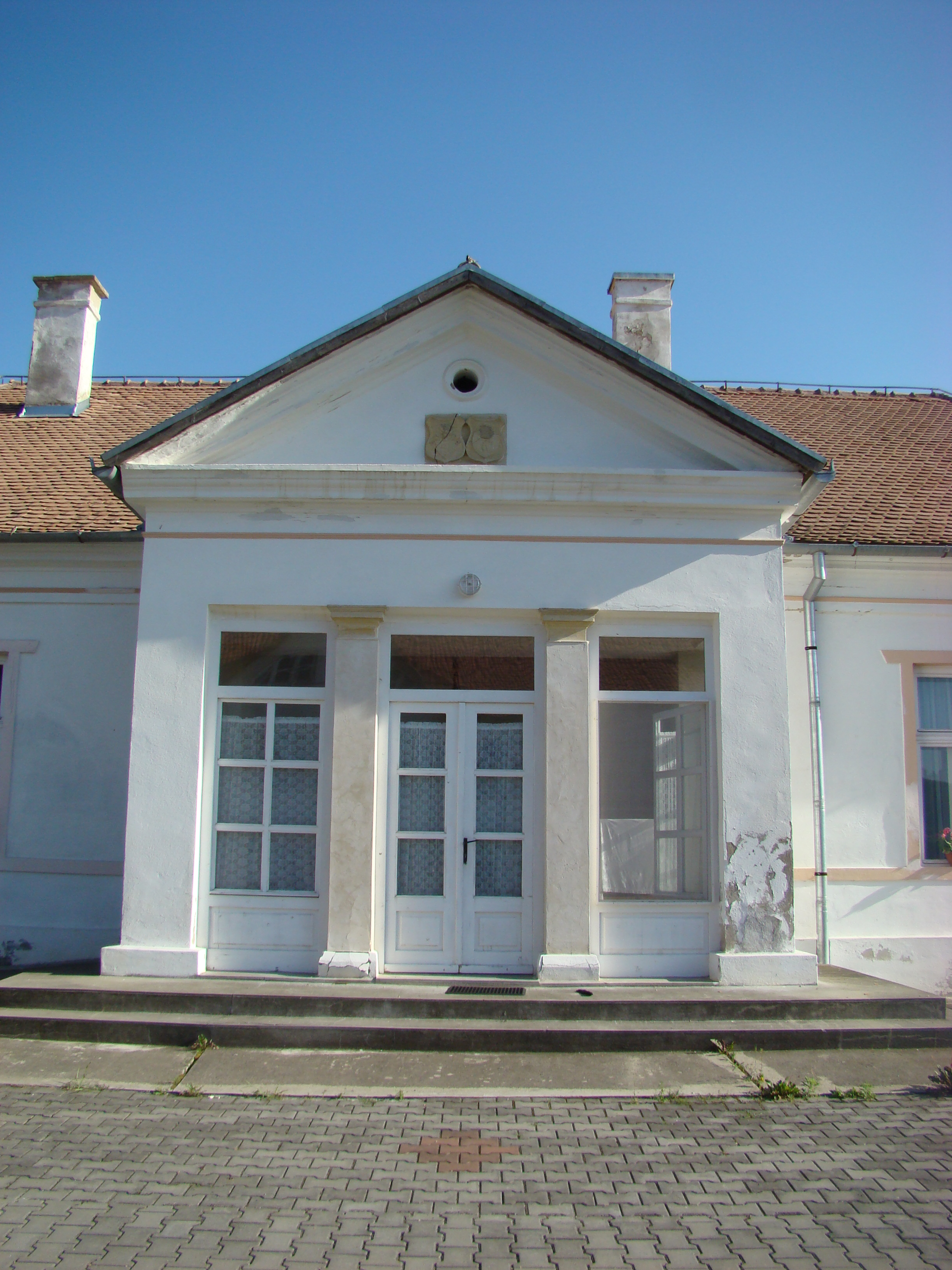
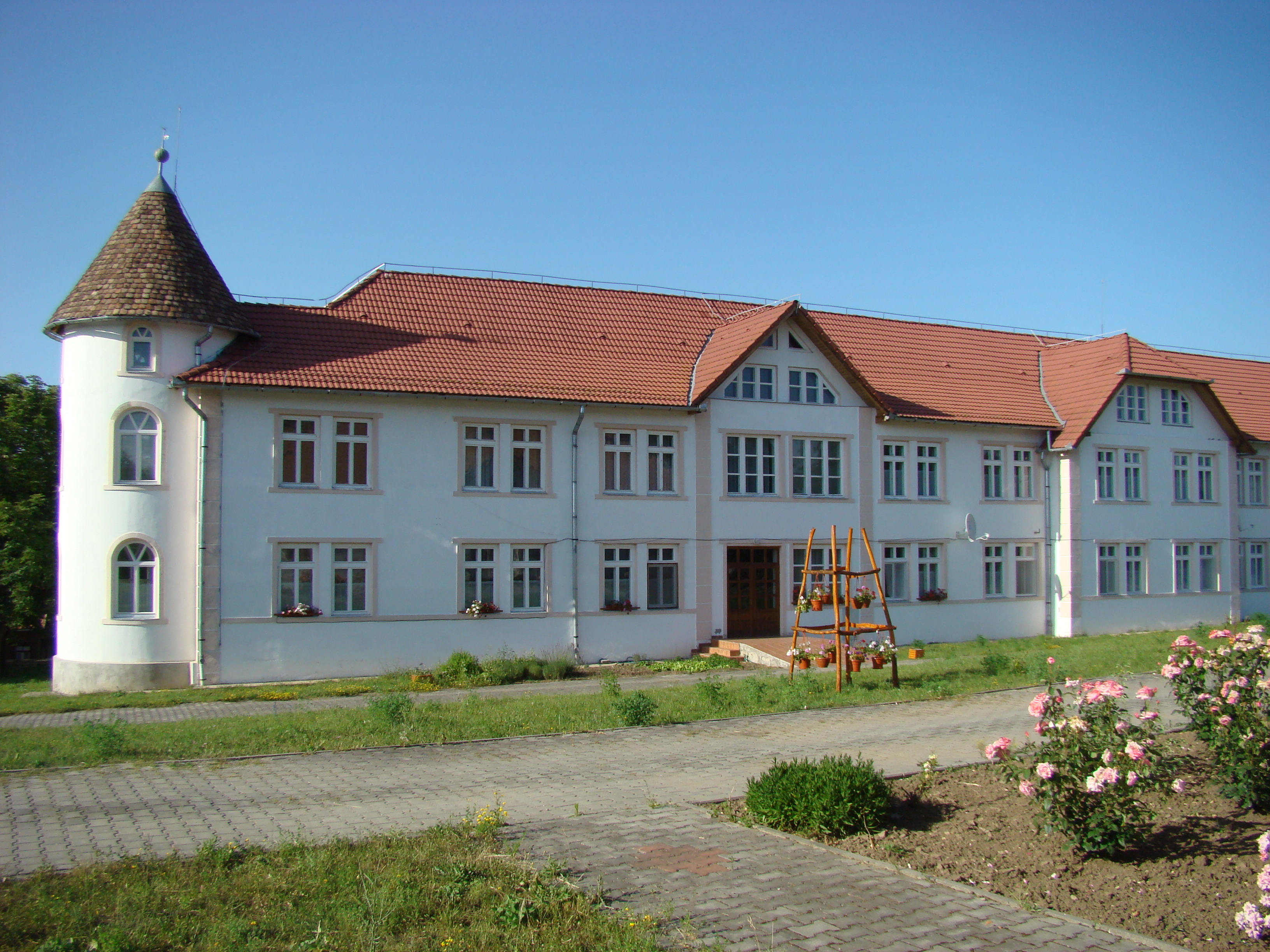